# Пилкати
Пилкати или Пелкати (грч. Μονόπυλο, до 1928. грч. Πελκάτη) је насељено место у општини Нестрам у периферији Западна Македонија, Грчка. Према попису из 2021. године било је без становника.
Српски географ Боривоје Милојевић, 1920. године наводи да је у Пилкату било 60 кућа Словена хришћана. За време грађанског рата село је доста страдало, тада је Привремена демократска влада Грчке иселила локално становништво у источноевропске земље.